# Qiu Yufang
Dans ce nom chinois, le nom de famille, Qiu, précède le nom personnel Yufang.
Qiu Yufang (chinois : 裘毓芳 ; pinyin : Qiú Yùfāng ; Wade : Ch'iu Yü-fang), de son nom de courtoisie Meilü (梅侣, Méilǚ), née à Wuxi en 1871 et morte dans la province de l'Anhui en 1904, est une journaliste et féministe chinoise de la dynastie Qing, connue pour avoir été la première femme à exercer le journalisme en Chine.

## Biographie
Qiu Yufang naît en 1871 au sein d'une famille de lettrés de Wuxi, dans le Jiangsu, région alors florissante et riche d'échanges avec le monde occidental. Sa grande intelligence lui vaut d'étudier dès l'âge de onze ans aux côtés de son oncle,, Qiu Tingliang (1857-1943). Celui-ci lui enseigne la littérature et l'histoire de la Chine : sa connaissance des classiques chinois lui vaut bientôt le surnom de « talent féminin » de la part des locaux. Son oncle l'ouvre aussi au reste du monde en l'initiant à l'anglais (qu'elle étudie par la suite dans une école à l'occidentale) et aux relations entre les nations.
En 1897, Qiu Yufang se fait remarquer par une traduction en chinois d'un ouvrage non classique, dont elle assure elle-même la publication et la vente. L'année suivante, le 11 mai 1898, dans le cadre de la réforme progressiste des Cent Jours lancée par l'empereur Guangxu, elle fonde avec son oncle et quelques intellectuels progressistes locaux le Journal en langue courante de Wuxi (Wuxi baihua bao), un hebdomadaire voué à la promotion et à l'explication des réformes politiques en Chine. Il s'agit de l'un des premiers périodiques en chinois vernaculaire, Qiu Yufang accordant une importance particulière à la diffusion d'écrits en langue quotidienne et non en langue littéraire. Radicalement réformiste, le journal cherche à introduire « l'apprentissage occidental, les affaires occidentales et la littérature occidentale » au sein de la société. La jeune journaliste, première femme à exercer ce métier en Chine, y signe de nombreux articles promouvant l'ouverture à l'international, l'étude des sciences ou encore l'égalité des écoles de garçons et des écoles de filles. En parallèle, elle collabore également au premier journal féminin chinois, le Journal d'apprentissage des femmes (Nü xuebao) de Shanghaï, et fonde avec Qiu Tingliang et deux autres personnes une institution d'étude du chinois vernaculaire, qui acquiert rapidement une solide réputation. Toutes ces initiatives sont cependant stoppées net par l'abandon de la politique des Cent Jours, qui signe la disparition du Journal de Wuxi, du Journal des femmes et de l'institution de chinois vernaculaire.
Qiu Yufang succombe au choléra à l'âge de 33 ans, en 1904.